# Meigle
Meigle (Gälisch: Mìgeil) ist ein kleiner Ort bei Alyth an der Straße A94 (Perth-Forfar) im Osten von Perth and Kinross in Schottland. Andere Siedlungen in der Nähe sind Balkeerie, Kirkinch und Kinloch. Die nächste Stadt ist Forfar im benachbarten Angus. 1871 erwarb Sir George Kinloch (1800–1881) das Dorf aus dem Nachlass des 13. Earl of Strathmore and Kinghorne.
Das Dorf hatte drei Kirchen. Eine verfiel und St Margaret’s wurde in den 1950er Jahren abgerissen. Die nach einem Brand in den 1860er Jahren restaurierte Pfarrkirche dient heute der Gemeinde.

## Das Museum
Meigle ist vor allem durch das Meigle Museum bekannt, in dem über 30 Cross-Slabs und Piktische Symbolsteine ausgestellt sind, die in der Umgebung des nördlich von Dundee am Rande der Highlands liegenden Ortes gefunden wurden.
Die aus dem 8. bis 10. Jahrhundert stammenden Steine waren früher auf dem Friedhof aufgestellt oder wurden in der Kirche oder in anderen Gebäuden gefunden. Beeindruckend sind die sehr großen Kreuzplatten. Aber auch die kleineren oder die fragmentarischeren Steine haben eine Fülle dekorativer Details in ihren Illustrationen. Die Steine sind im Museum nummeriert.

### Beschreibung

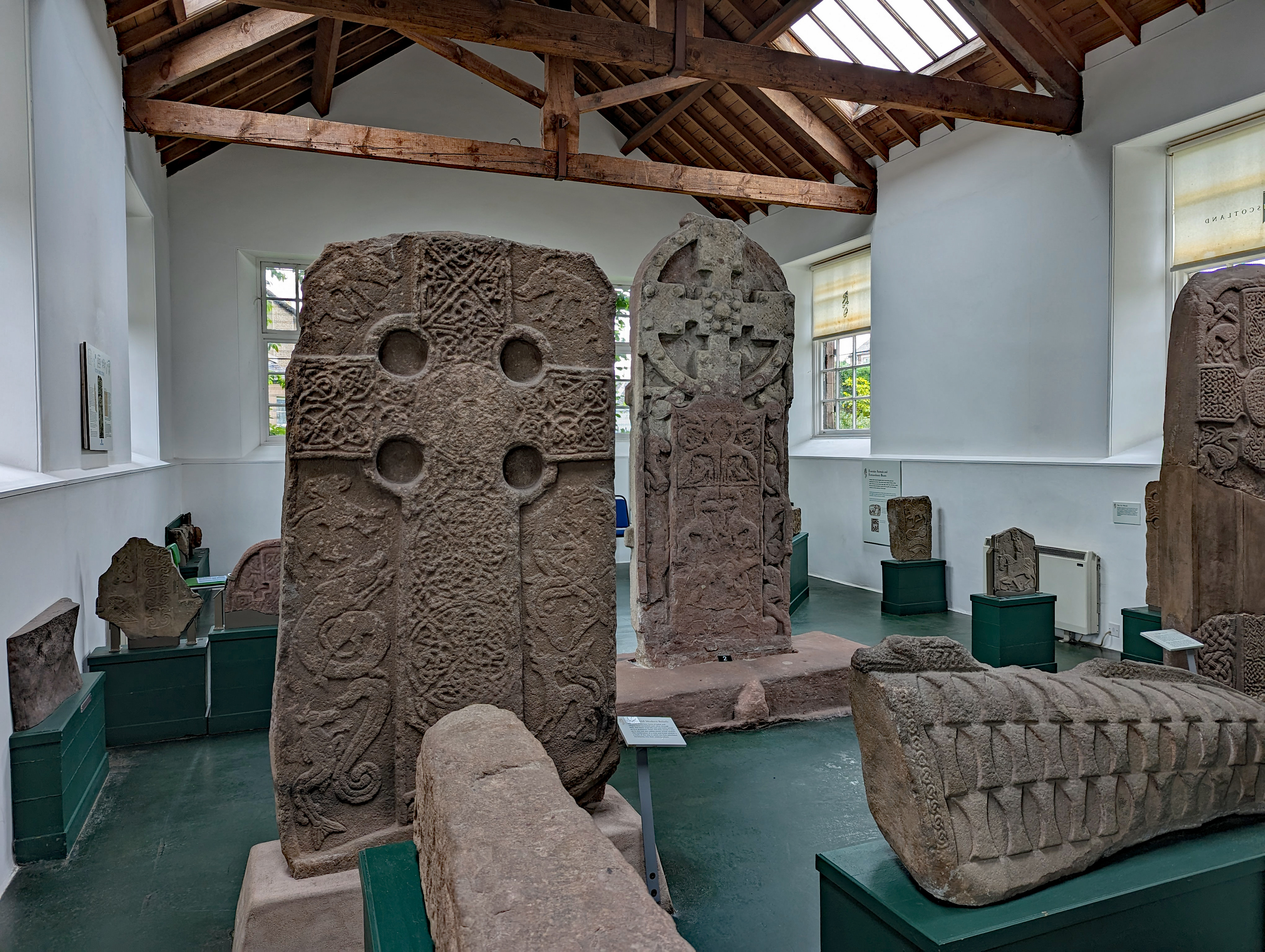
Meigle Museum

- Der Kreuzstein Nr. 1 ist ein Cross-Slab mit vier Ringen, der neben dem Knotenmuster mit Fabeltieren wie zum Beispiel Hippokamp und Seepferdchen dekoriert ist. Die piktischen Symbole auf der Rückseite sind Schlange, Spiegel und Kamm und schließen ein nicht erklärbares so genanntes „Z-rod“ Symbol ein.
- Der Kreuzstein Nr. 2 ist eine 2,5 m hohe Platte mit ungewöhnlichen Tieren auf dem Schaft und an jeder Seite des einen großen äußeren Ring aufweisenden Ringkreuzes. Auf der Rückseite befindet sich über einer Wiedergabe von mythischen Gestalten wie Vanora (die weiße Welle) bzw. Guinevere oder der Darstellung von Daniel in der Löwengrube, eine Jagdszene. Die Symbolik die hinter dem beilhaltenden Zentauren steht, ist unbekannt.
- Auf den Steinen No. 3, 5 und 6 gibt es gut gearbeitete Darstellungen von Reitern mit Details von Armen und Satteldecken. Ein gut gearbeitetes "piktisches Tier" findet sich auf der Seitenfront von Stein No. 5
- Die Fertigkeiten der Handwerker von Meigle sind auf den Steinen No. 12 und 26 gut erkennbar. Die Kerbe bei letzterem war dazu bestimmt, ein aufrechtes Kreuz oder eine Reliquie zu halten.
- Die Geistlichen auf Stein No. 14 und 29 tragen kunstvolle Roben mit Broschen.
- Nr. 22 war Teil eines architektonischen Frieses und trägt eine Sirene und eine hybride Kreatur (Nixe), mit einer Bestie an jeder Seite.
- Das ungewöhnliche liegende Denkmal No. 25 stammt aus dem 10. Jahrhundert und ist im Stil eines Hogback mit Dachfliesen geschnitten. Das kleine Tier auf dem Dach ist detailliert ausgearbeitet.

Drei Kilometer östlich des Dorfes befindet sich die Cross-Slab von Eassie.

Cross Slabs und Symbolsteine
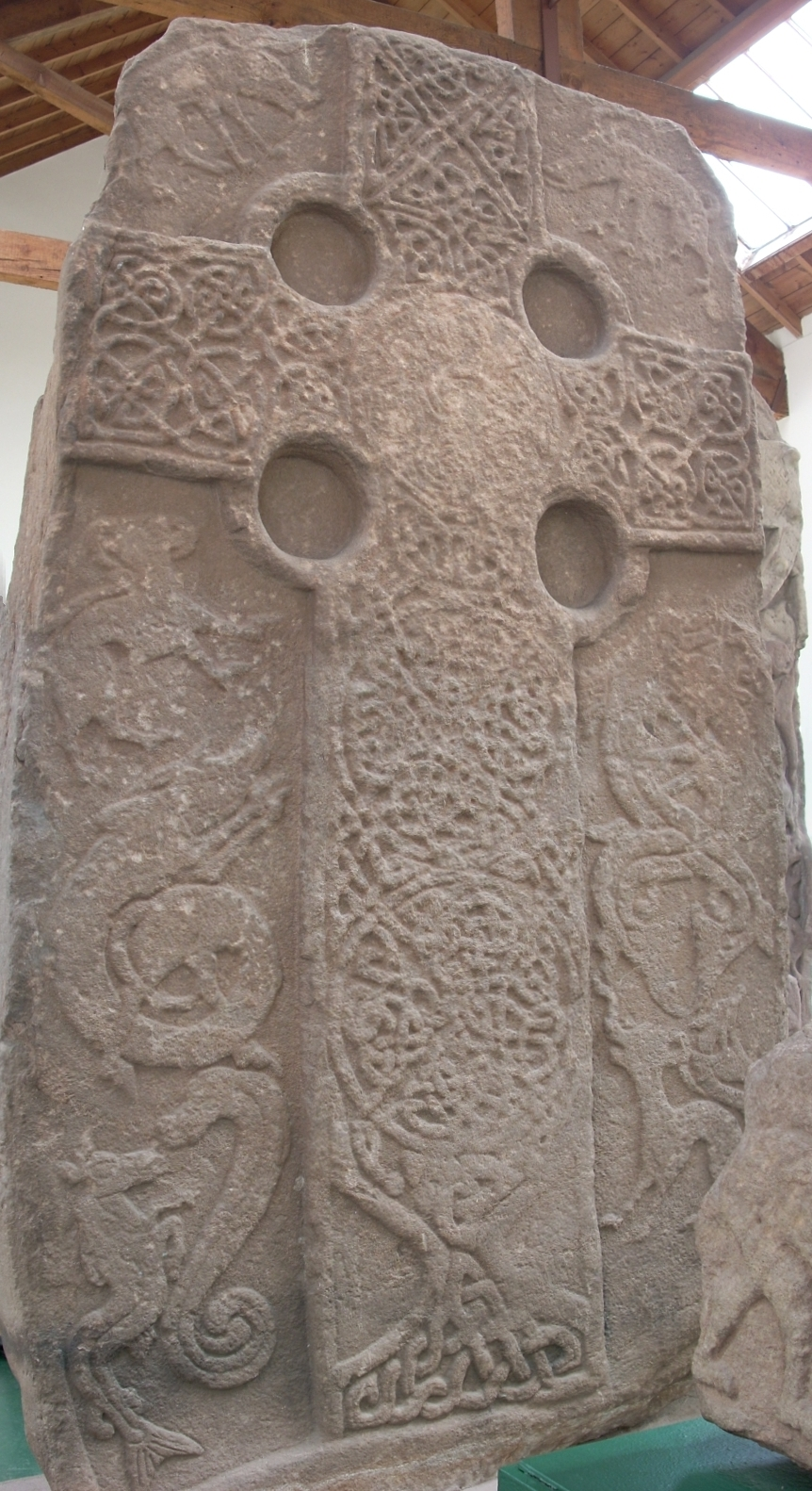
Cross-Slab Meigle 1
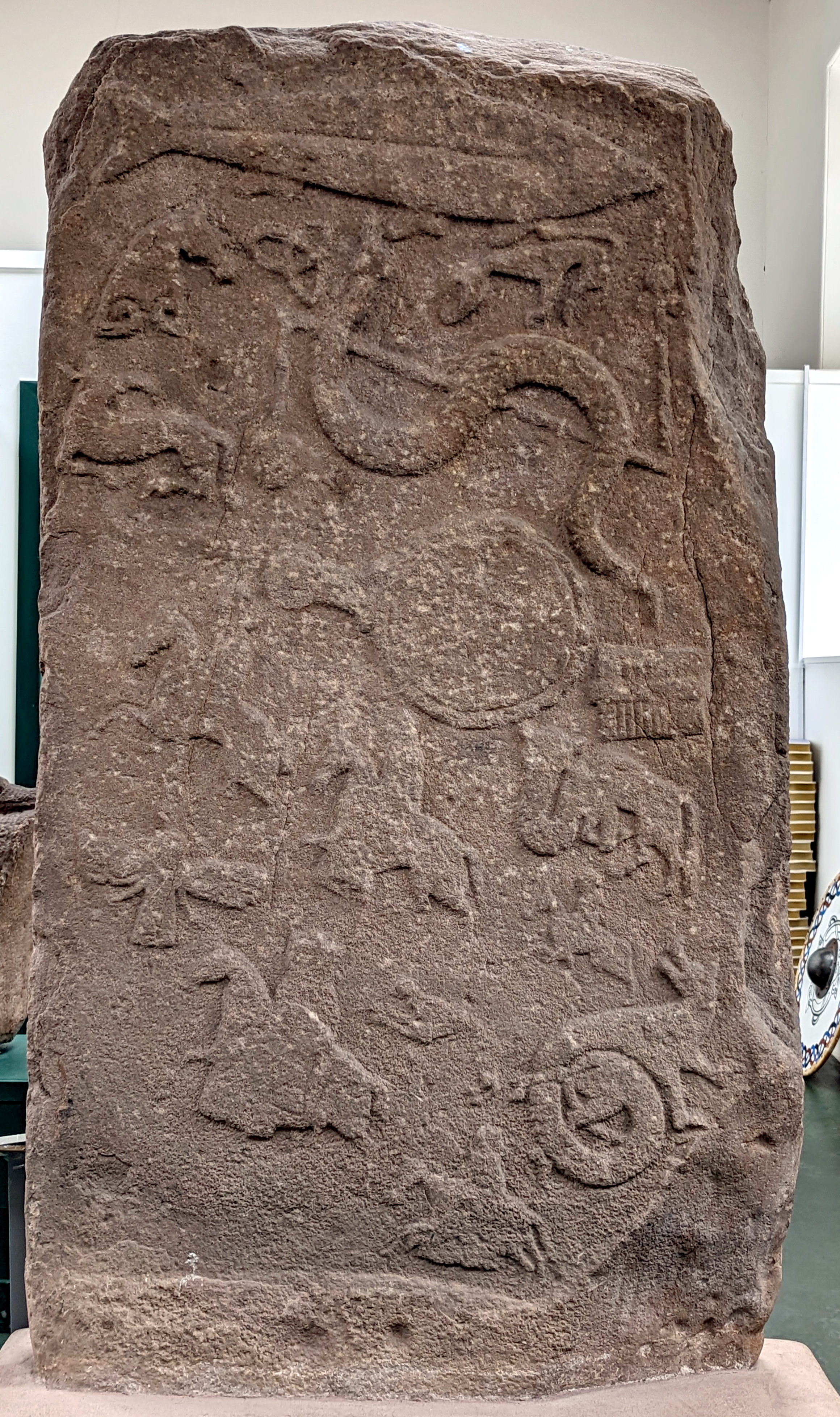
Bilder auf dem Cross-Slab Meigle 1
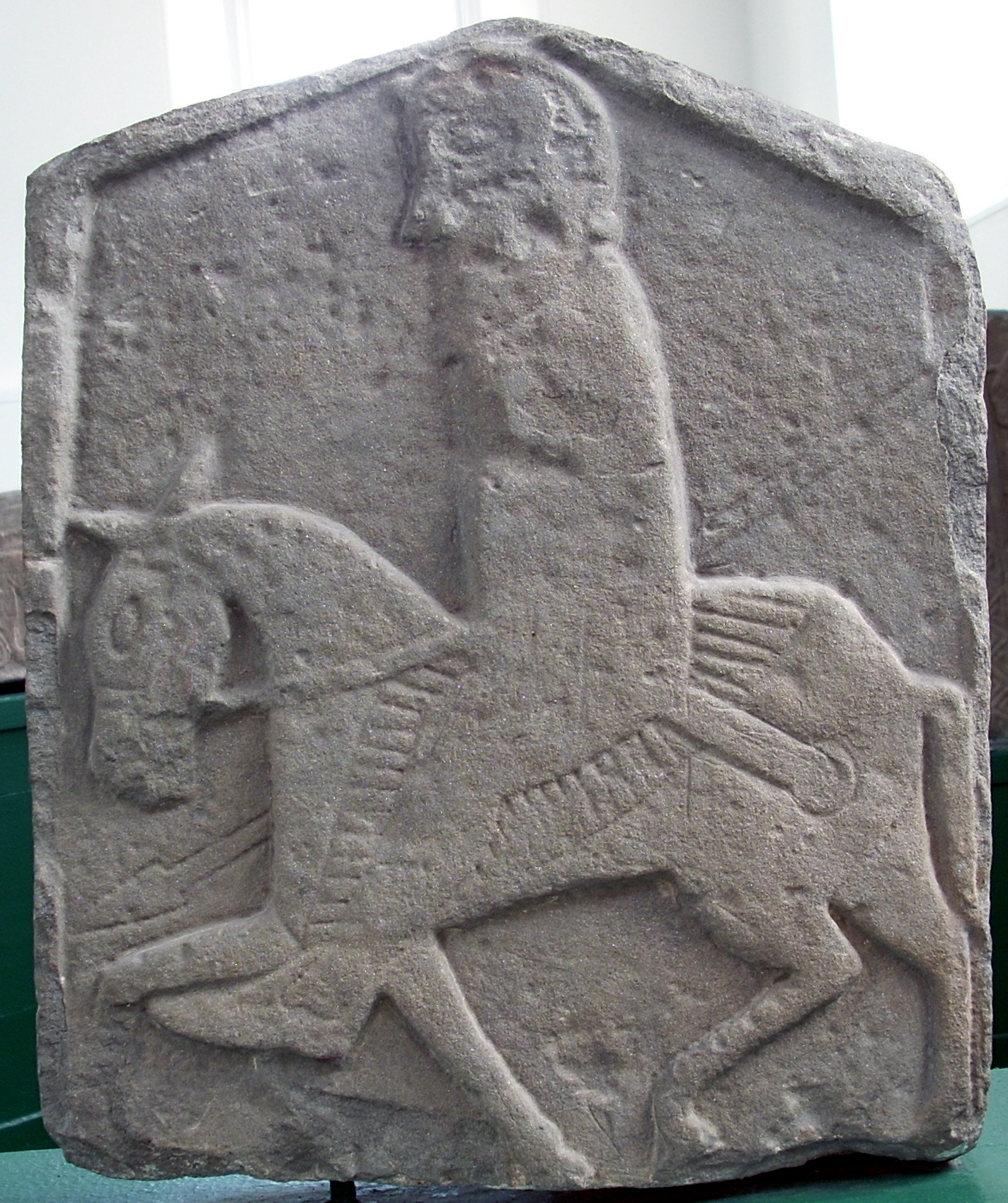
Meigle 3
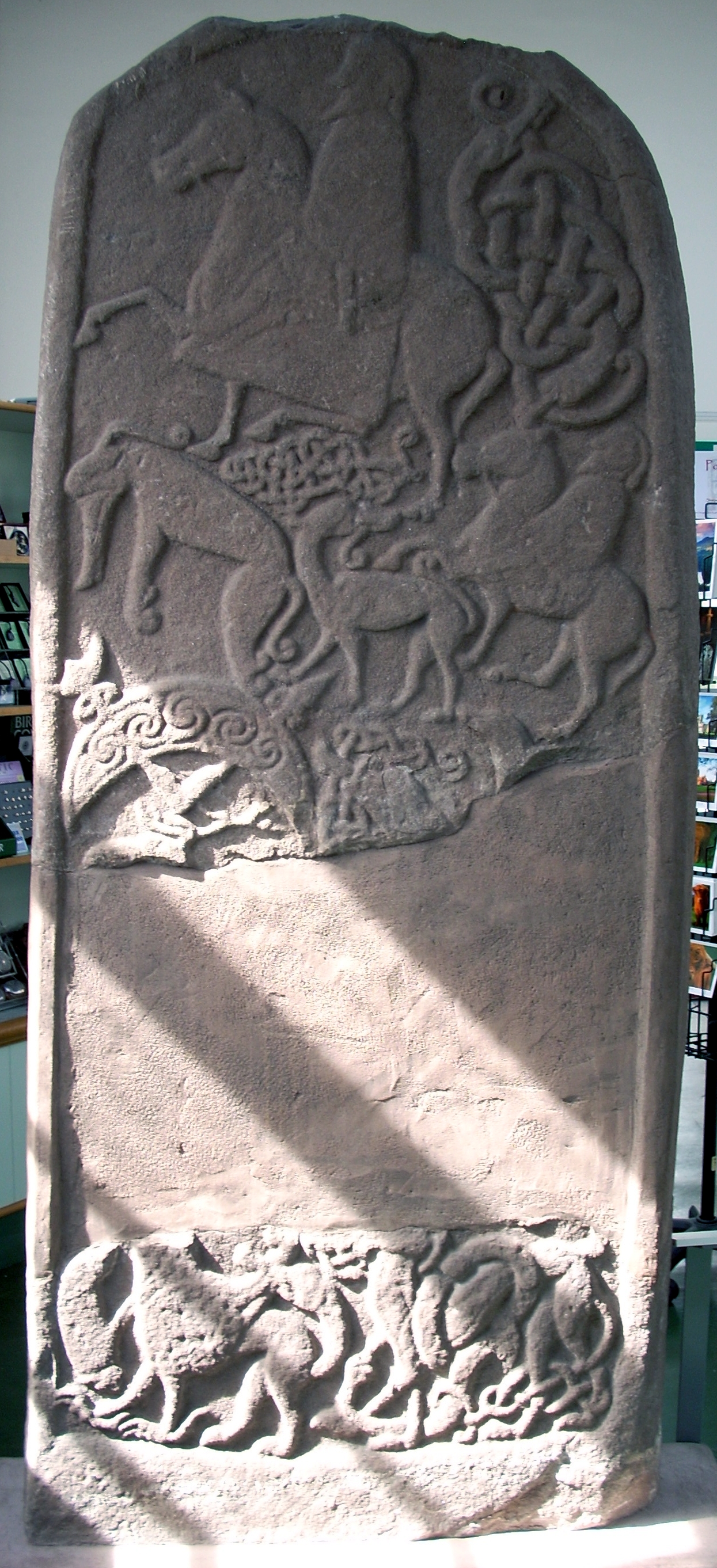
Meigle 4
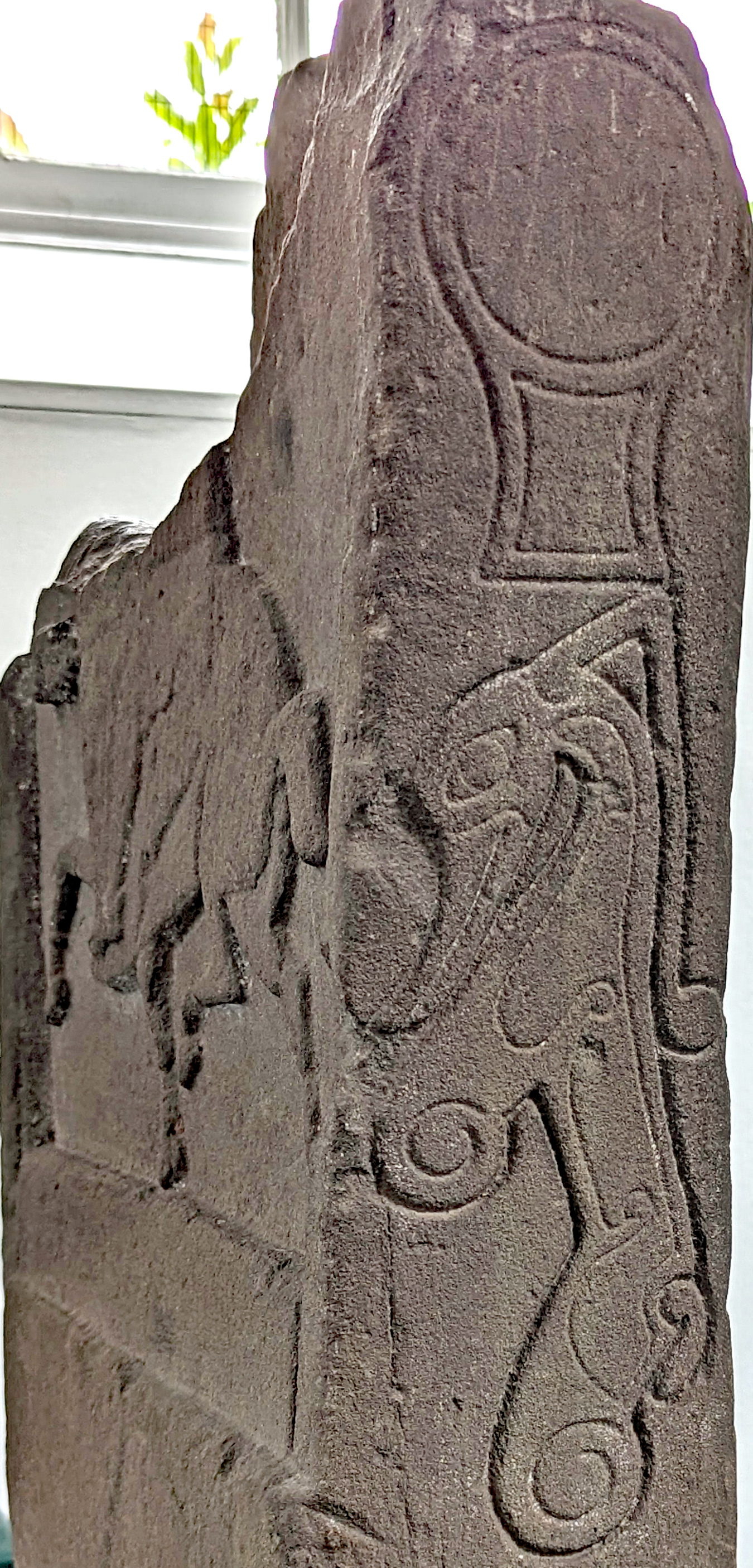
Meigle 5 mit Pictish Beast